# Pterochromis
Pterochromis is een monotypisch geslacht van straalvinnige vissen uit de familie van de cichliden (Cichlidae).

## Soort
- Pterochromis congicus (Boulenger, 1897)